# Villa del Tránsito
Villa del Tránsito es una localidad argentina en el Departamento San Justo de la Provincia de Córdoba. Se encuentra 2 km al sur de Tránsito.
Su templo católico data de 1873 y constituye un atractivo turístico, por su arquitectura neogótica. El lugar era sede de un fuerte que protegía a la ciudad de Córdoba denominado San Francisco.

## Población
Cuenta con 227 habitantes (Indec, 2010), lo que representa un incremento del 17% frente a los 194 habitantes (Indec, 2001) del censo anterior.
| Gráfica de evolución demográfica de Villa del Tránsito entre 1991 y 2010 |
|                                                                          |
| Fuente: Censos nacionales del INDEC                                      |